# 미야자키 방언
미야자키 방언(宮崎方言 미야자키호겐(みやざきほうげん)[*]) 또는 미야자키벤(宮崎弁 미야자키벤(みやざきべん)[*])은 미야자키현에서 사용되고 있는 일본어의 방언이다. 미야자키현의 방언은 크게 나누어 2종류가 있다. 첫째는 미야자키현에서 널리 사용되는 호니치 방언(豊日方言)으로 휴가 방언(日向方言) 또는 휴가벤이라고 부르는 것이다. 둘째는 현 남서부의 미야코노조시, 에비노시, 고바야시시 부근 모로카타군(諸県郡) 일대에서 사용되는 모로카타벤이다. 모로카타벤은 사쓰구 방언(薩隅方言)으로 분류되는데, 이는 미야코노조시 주변이 일찍이 사쓰마번 시마즈씨의 통치를 받았던 것에 기인한다. 본 문서에서는 호니치 방언에 관해서 서술한다.

## 구분
미야자키현 내의 방언은 다음과 같이 구분된다. 휴가 지역은 일찍이 여러 번으로 나누어져 있었고, 평야 지역과 산간 지역이 단절되어 있었기 때문에 몇 개의 방언권으로 구분된다.
- 휴가(호니치 방언계)
  - 북부(우스키)
    - 히가시우스키-히가시우스키군, 노베오카시, 휴가시
    - 니시우스키-니시우스키군

  - 중부
    - 고유-고유군, 사이토시
      - 미야자키-미야자키시 북부

  - 남부(나카)
    - 구 기타나카-구 기타나카군(北那珂郡)=현 미야자키시 남부
    - 미나미나카
- 히가시모로-히가시모로카타군, 미야자키시 구 다카오카정, 고바야시시 구 스키촌
- 모로카타(사쓰구 방언계)
  - 기타모로-기타모로카타군, 미야코노조시
  - 니시모로-니시모로카타군, 고바야시시, 에비노시

니시우스키의 고카세정 산가쇼(三ヶ所)와 구라오카(鞍岡), 히가시우스키의 시바촌은 히치쿠 방언(肥筑方言)계의 특징을 갖는다. 또한 다카치호정 오시카타(押方)와 고카세정 구와노우치(桑野内)는 히치쿠계와 호니치계의 중간적인 음성적 특징을 갖는다.
히가시모로카타군은 모로카타와 휴가의 중간적 방언으로, 사쓰구 방언의 특징을 잃고 휴가 방언화되고 있다. 이 지역은 관외4향(関外四郷, 다카오카, 무카사(穆佐), 아야,구라오카(倉岡))으로 불렸던 관문 밖의 지역으로 다른 번과의 교류가 용이하였으며 미야자키시 내부와의 교통 왕래가 활발했다. 그 중에도 관외4향의 중심으로 번사가 많이 살던 다카오카정에서 간신히 모로카타벤의 특징을 볼 수 있다. 또한 고바야시시(니시모로카타)의 스키지구도 악센트와 음운이 휴가적이다.
아래에서는 휴가 방언에 관해서 설명한다. 모로카타 방언에 관해서는 모로카타벤 또는 사쓰구 방언에서 별도로 설명한다.

## 발음

### 모음과 연모음
다른 규슈 방언과 같게 어말의 협모음(i, u)은 무성화한다. 장음은 중부 이남에서는 단모음화하는 경향이 있다.
미야자키벤에서는 연모음이 융합하여 장음이 된다. 중부 이남에서는 단음화되는 경향이 있다. 북부의 산간 지역 이외에서는 다음과 같이 융합한다.
- [ai]→[eː] 또는 [e]
- [oi]→[iː] 또는 [i]의 반장음
- [ui]→[iː] 또는 [i]의 반장음

예를 들어, 「赤い」→「あけー」, 「白い」→「しりー」, 「軽い」→「かりー」가 된다. [oi]가 [eː]가 아닌 [iː]가 되는 것은 호니치 방언의 특징이라고 할 수 있다.
북부의 니시우스키군이나 히가시우스키군 모로쓰카촌 등의 고령층에서는 반모음 w가 삽입되어 [ai]가 [weː]로, [oi][ui]가 [wiː]로 된다. 예시로는 [arweː](荒い), [mwe](眉・繭)가 있다. 또한 북부와 서부의 히가시우스키군 시바촌, 니시우스키군 고카세정 산가쇼와 구라오카, 고유군의 니시메라촌 등에서는 히치쿠 방언과 비슷하게 연모음 융합이 일어나서 [ai]→[jaː], [oi]→[eː]가 된다. 히치쿠계와 호니치계의 중간 지대인 다카치호정 오시카타, 고카세정 구와노우치 등에서는 [oi]와 [ui]의 변화로 중설모음 [ɯ̈ː]가, 히가시우스키군 구 사이고촌, 기타고촌에서는 [ɯː]가 나타난다.
연모음 ei는 바뀐 발음이나 새로운 한자어에서는 [ei]이지만, 통상적으로는 [eː]이며, 원래는 [iː]로 변화했다고 여겨진다.

### 내용주
1. ↑  藩士(はんし): 제후에 속하는 무사

### 참조주
1. 1 2  岩本（1983）、271頁。
2. ↑  岩本(1983)、272頁。
3. 1 2  岩本(1983)、274頁。
4. ↑  岩本(1983)、277頁。
5. ↑  岩本(1983)、276-277頁。
6. ↑  岩本(1983)、276-278頁。
7. 1 2  岩本(1983)、278頁。
8. ↑  岩本(1983)、272、276-278頁。

## 참고 문헌
- 岩本実（1983）「宮崎県の方言」飯豊毅一・日野資純・佐藤亮一編『講座方言学 9 九州地方の方言』（国書刊行会）

## 같이 보기
- 가라이모 표준어
- 호니치 방언
- 시코쿠 방언
- 가고시마벤
- 모로카타벤
- 히타벤